# Muhàmmad Àbduh
  Muhàmmad Àbduh  (àrab: محمد عبده)  (Shubra Khit, 1849 - Alexandria, 11 de juliol de 1905) va ser un intel·lectual i teòleg egipci, jurista i reformador religiós, considerat el fundador del moviment modernista de l'islam.
Va estudiar al Caire, on va ser influït pel pensament de Jamal-ad-Din al-Afghaní. Va fugir exiliat a París per radicalisme polític entre el període de 1882 i 1888; començant la seva carrera judicial a la seva tornada a Egipte.
Va ascendir de jutge a Gran muftí d'Egipte el 1899. En el seu Tractat sobre la unicitat de Déu (Rissàlat at-Tawhid, 1888) argumenta que l'islam és superior al cristianisme perquè és més receptiu a la ciència i la civilització. Va liberalitzar la llei i l'administració islàmiques, promovent consideracions d'igualtat i benestar social, i de sentit comú.